# Eddie Wright Raceway
De Eddie Wright Raceway is een circuit in het Engelse Scunthorpe. Het circuit wordt voornamelijk gebruikt voor speedway, maar wordt ook gebruikt voor stockcar. De lengte van de baan bedraagt 285 meter. De bochten zijn achttien meter breed, de rechte stukken vijftien.
Het circuit is vernoemd naar autohandelaar Eddie Wright, die het circuit sinds 2008 voor 29 jaar sponsort.